# Convención de Mannheim

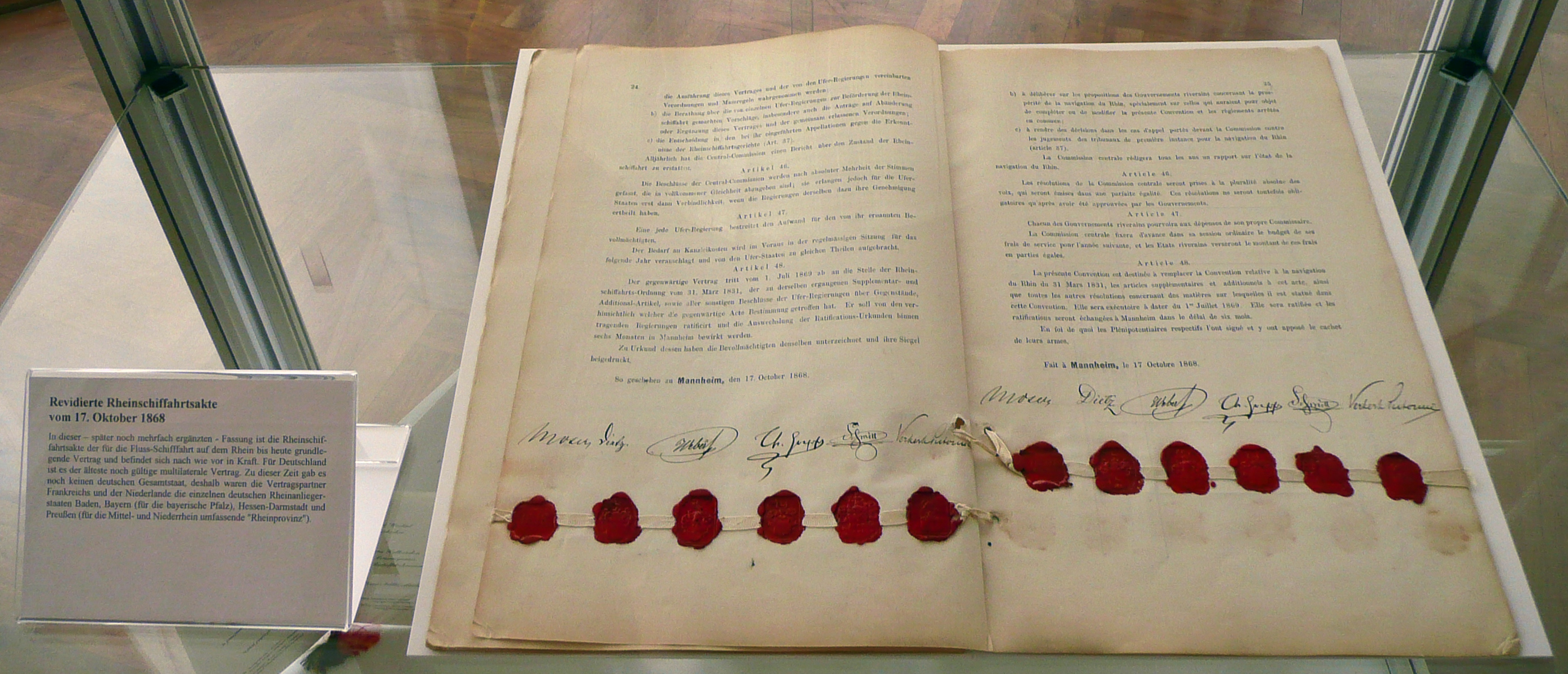
Convención de Mannheim

La Convención de Mannheim, o en términos oficiales, la Convención Revisada para la Navegación del Rin del 17 de octubre de 1868 (en alemán: Mannheimer Akte, o Revidierte Rheinschifffahrtsakte vom 17.10.1868; en francés: convention de Mannheim, o Convention révisée pour la navigation du Rhin du 17.10.1868; en neerlandés: Akte van Mannheim, o Herziene Rijnvaartakte van 17.10.1868), que se adoptó en 1868 en Mannheim, es un acuerdo internacional que regula la navegación por el Rin.
Tras la Convención de Maguncia de 1831, la Convención de Mannheim es el resultado de los trabajos de la Comisión Central para la Navegación del Rin, que reúne a Baden, Baviera, Francia, Hesse, Países Bajos y Prusia, y garantiza:
- libre circulación por el Rin;
- igualdad de trato para los marineros y las flotas de los países firmantes;
- libre circulación de mercancías (sin peajes);
- despacho simple aduanero;
- mantenimiento del Rin por parte de los Estados ribereños;
- normas unificadas sobre seguridad y tráfico marítimo entre los estados;
- una jurisdicción única para los asuntos marítimos, la creación de tribunales específicos;
- la creación de una comisión de seguimiento de estos principios.

La libre circulación de buques por el Rin se aplica también a Suiza, que tiene así libre acceso al mar desde su puerto de Basilea y es miembro de la Comisión Central para la Navegación del Rin.